# Oromocto 26
Oromocto 26 är ett reservat i Kanada.   Det ligger i provinsen New Brunswick, i den sydöstra delen av landet, 700 km öster om huvudstaden Ottawa. Oromocto 26 ligger vid sjöarna  Duffie Lake och Rush Lake.
I omgivningarna runt Oromocto 26 växer i huvudsak blandskog. Runt Oromocto 26 är det ganska tätbefolkat, med 120 invånare per kvadratkilometer.